# Elcho Island
Elcho Island ist eine Insel vor der Ostküste von Arnhemland im Northern Territory Australiens. Die meisten Galiwin’ku der Aborigines leben auf Elcho Island. 

## Geographie
Die Insel liegt im Osten der Region Arnhemland, am südlichen Ende der Wessel-Inseln, die von der australischen Regierung auch als Elcho Island Group bezeichnet wird. Die Insel ist durch die an der engsten Stelle nur 700 Meter breite Cadell Strait von der Napier Peninsula getrennt. Elcho Island und die benachbarten Inseln Graham der Wessel-Inselgruppe, Drysdale, Burgunngura und Stevens Island liegen rund 550 Kilometer (Luftlinie) nordöstlich von Darwin. An der Küste von Elcho Island finden sich Sanddünen und Klippen. Elcho Island ist mit 278,3 km² die größte Insel der Inselgruppe. Bei einer Länge von 51 km ist sie maximal 8,5 km breit. Der Hauptort Galiwinku liegt am südwestlichen Ende. Er hat sich aus einer methodistischen Missionsstation der frühen 1940er Jahre entwickelt. Galiwinku ist auch der Name der Einheimischen für die gesamte Insel. Die Vegetation besteht vor allem aus Eukalyptusbäumen und Mangroven in von den Gezeiten beeinflussten Gebieten.
An der Südspitze der Insel bei Galiwinku befindet sich seit dem Zweiten Weltkrieg eine Landepiste, weil die nur dünn besiedelte Nordküste Australiens als ein wahrscheinliches Angriffsziel japanischer Kampfverbände galt. Daraus entstand der heutige Flugplatz Elcho Island Airport, der von Darwin aus erreichbar ist.

## Bevölkerung
Mit 2156 Einwohnern ist Galiwinku eine der größten Siedlungen der Aborigines in nordöstlichen Arnhem Land, in der zahlreiche Clans der Yolngu leben und 22 unterschiedliche Dialekte gesprochen werden, hauptsächlich Djambarrpuyngu und Gupapuyngu, beide aus der Sprachfamilie der Yolngu Matha.
Auf der Insel gibt neben dem Hauptort Galiwinku 12 weitere Siedlungen (family outstations), darunter Gäwa an der Nordspitze der Insel (von Nord nach Süd):
1. Nanyingburra
2. Gawa (Gäwa)
3. Banthula (Gampura)
4. Djurranalpi (Djanalpi)
5. Dharawa
6. Gitan
7. Gulmarri
8. Watdagawuy
9. Dhayirri
10. Ngayawilli (First Creek)
11. Dhudupu
12. Galawarra

Um auf die Insel zu gelangen, ist eine Erlaubnis der Aborigines beim Northern Land Council oder direkt vom Galiwin'ku Council vorab einzuholen. Auf der Insel herrscht ein uneingeschränktes Alkoholverbot und als Treibstoff für Fahrzeuge wird lediglich Opal angeboten, ein Substitutionsgut für Treibstoffe mit geringeren Anteilen von Aromaten.
Die Siedlungen wurden von der Methodistenmission im Jahr 1942 als Aborigines-Missionsstationen gegründet, die mit der Missionsstation auf Milingimbi verbunden war. Die Missionsstationen wurden von den Aborigines 1974 übernommen und selbstverwaltet.

## Kultur
Etwa 150 Aborigines auf der Insel stellen eine breite Palette von kunsthandwerklichen Produkten und künstlerischen Arbeiten aus Gegenständen des Buschlands und der Strände der Insel her, die auf eine jahrtausend Jahre alte Kultur zurückgehen. Ihre traditionellen Arbeiten umfassen sogenannte Gutenmorgen-Stangen, Didgeridoos, Rindenmalerei, Coolamons, Matten, Fischnetze, Schnitzarbeiten von Knochen und Muscheln. Sie wenden ihre Gestaltungen auch für moderne Designs an. Die künstlerischen Arbeiten der Insulaner sind stark colouriert und sind national und international verbreitet.
Ihre Tänze und Gesänge gehen auf ihre Traditionen in der Traumzeit zurück. Die Aborigines der Insel haben Musiker hervorgebracht, die in den in Australien bekannten Bands Warumpi Band und Yothu Yindi spielen. Ihre Tänze führen sie mit Körperbemalung aus.
Der in Australien bekannte Sänger und Musiker Geoffrey Gurrumul Yunupingu stammt von der Insel. Der amerikanische Musiker und Komponist Graham Wiggins lebte Anfang der 1990er Jahre mehrere Monate auf Elcho Island, um den Musikstil der Galiwin’ku-Kultur zu studieren.
Für Touristen finden Veranstaltungen statt und es gibt Unterkunftsmöglichkeiten auf der Insel.

## Verwaltung
Wie die gesamte Inselgruppe der Wessel-Inseln gehört Elcho Island verwaltungsmäßig zum Bezirk Gumurr Marthakal Ward des Local Government Areas im Northern Territory  von East Arnhem Shire.